# José Urfé
José Urfé, né le 6 février 1879 à Madruga et mort le 14 novembre 1957 à La Havane, est un clarinettiste et compositeur cubain. Il a été le premier à introduire des éléments du son cubain dans le danzón en 1910 avec sa composition El bombín de Barreto.

## Biographie
II naît dans une humble cabane, bâtie sur le rocher bleuté du quartier "El Copey" le 6 février 1879 pendant la période de l'esclavage à Cuba.
Urfé étudie la musique avec de nombreux maîtres dans sa ville natale et à La Havane, avant de rejoindre l'orchestre du Teatro Peyret, où il a rencontré Pedro Pablo Díaz. En 1902, il est l'un des fondateurs de l'orchestre d'Enrique Peña (en) où il joue seconde clarinette avec José Belén Puig comme première clarinette. Tous deux ont ensuite quitté cette formation pour rejoindre l'orchestre de Félix González (en).
Urfé compose des habaneras, des criollas, des danzónes, et de la musique religieuse. Il a beaucoup voyagé entre le Mexique et les États-Unis en tant que membre de divers orchestres. Sa pièce la plus célèbre est El Bombín de Barreto (1910) dans laquelle on trouve une troisième partie syncopée dérivée du son. D'autres de ses compositions connues sont Fefita, Nena, El churrero, El dios chino et El progreso.
Il est surnommé « chapeau melon » par ses amis. Il a eu quatre fils Odilio, Orestes, José et Esteban, tous musiciens.
José Urfé meurt le 13 novembre 1957.